# 莫萊諾

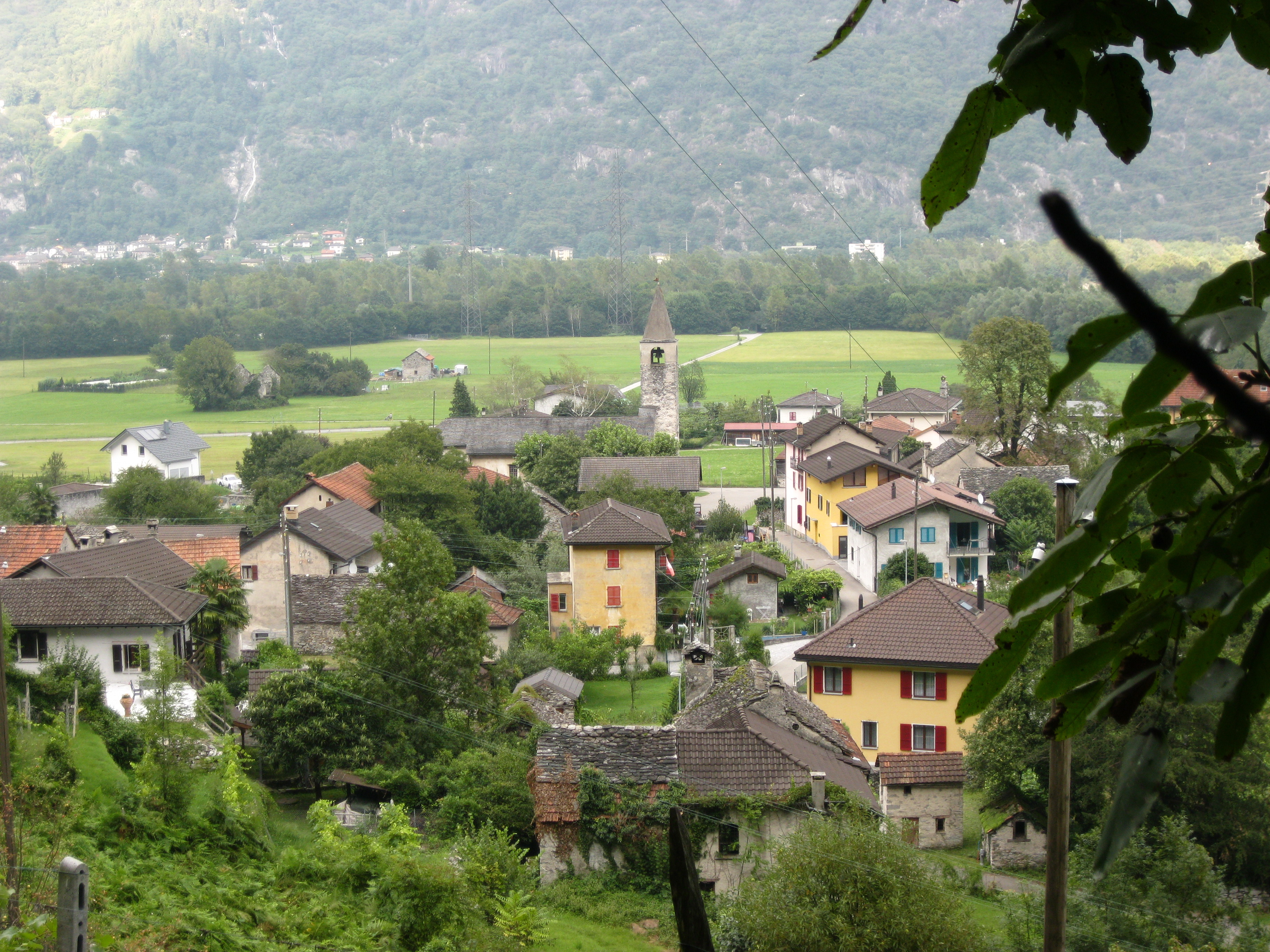

莫萊諾是瑞士的城鎮，位於該國南部，由提契諾州負責管轄，面積7.49平方公里，海拔高度270米，2011年人口106，八成半人口信奉羅馬天主教，人口密度每平方公里14人。